# Funkcja prezentatywna języka
Funkcja prezentatywna (charakteryzująca) – funkcja wypowiedzi polegająca na tym, że mówiący niezależnie od własnej woli przekazuje za pośrednictwem tworzonego tekstu informacje o: swoim pochodzeniu, wieku, płci, wykształceniu i światopoglądzie (barwa głosu, inna u kobiet i mężczyzn, dobór wyrazów).